# Нарты

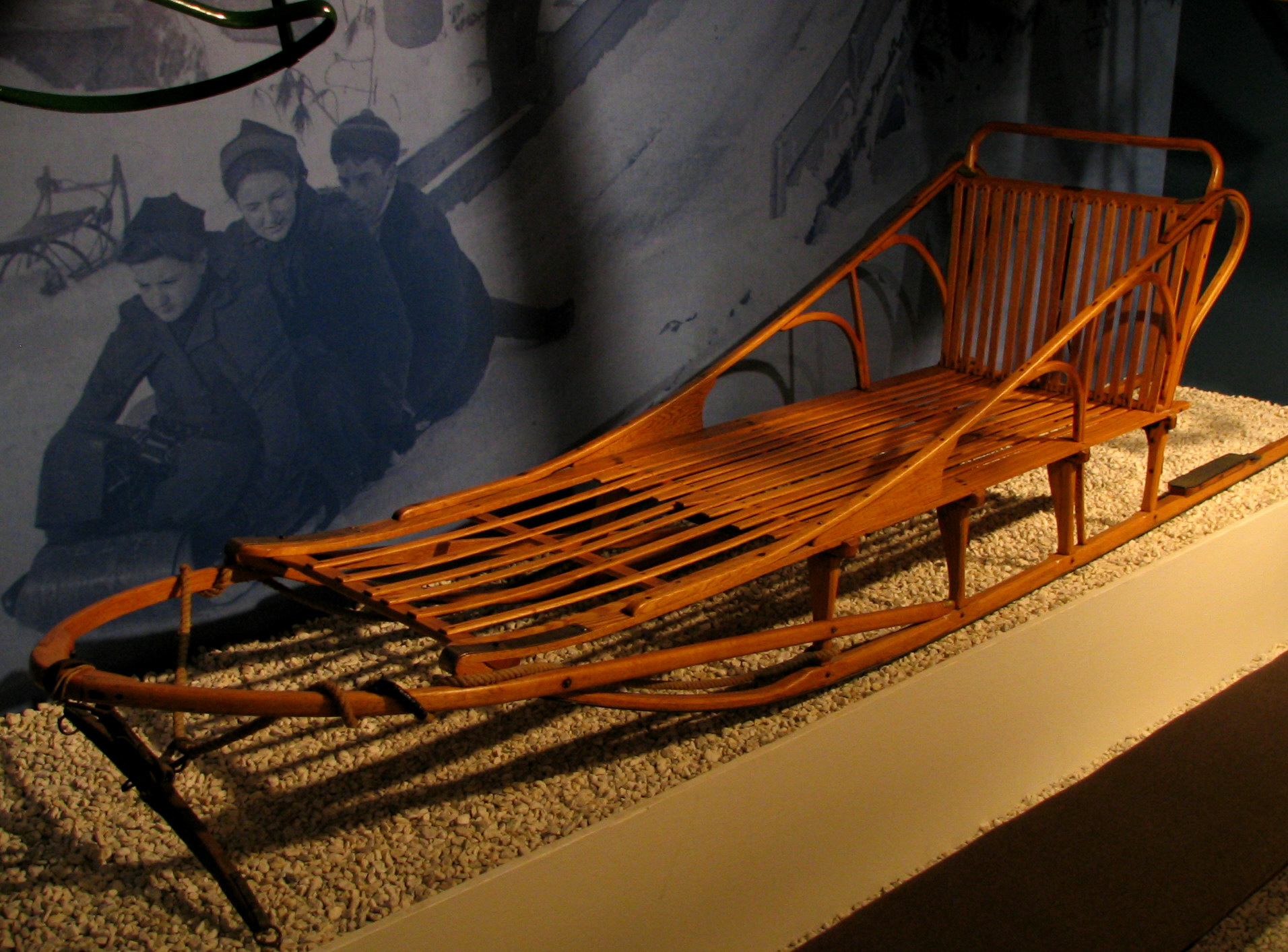
Нарта в музее Адирондака (штат Нью-Йорк, США).

На́рта (чаще во множественном числе на́рты) — узкие длинные санки (сани), предназначенные для езды и перевозки клади, на упряжках из собак, северных оленей или (реже) передвижения мускульной силой человека.
Погонщик упряжной нарты называется каюр. Нарты распространены в районах Северо-Запада Европейской части России (Ненецкий АО и Ямало-Ненецкий АО), Сибири и Дальнего Востока. Наряду с упряжкой (способом расположения собак или оленей) и упряжью, важнейший элемент северного упряжного собаководства и оленеводства. Нарта может использоваться как прицеп снегохода.

## История

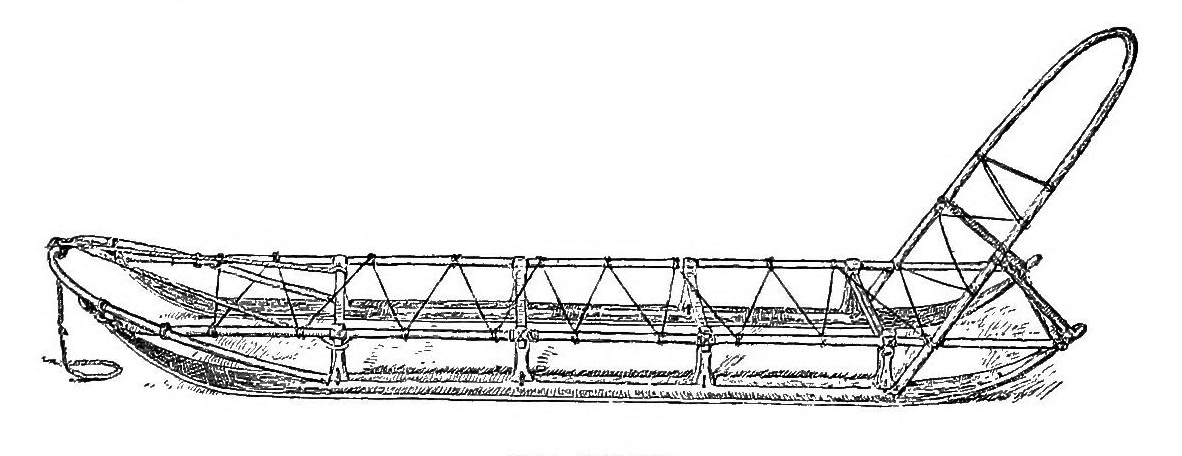
Нарта Фритьофа Нансена из его гренландской экспедиции.

Слово «нарта» встречается на Руси (в России) в официальных актах XVII века. На конец XX столетия различали нарты грузные и обыкновенные. В Камчатском крае нарта, долгая, с переплетом по бокам, для возки товаров — ку́таржная на́рта, и собачьи сани — са́нка.
Самыми древними являются ручные нарты, собачьи и оленьи появились позднее. В торфяниках Финляндии и на Северном Урале найдены полозья нарт, изготовленные во II—I тысячелетии до нашей эры.
Нарты чукчей и коряков запрягались парой оленей и были обыкновенно предназначены для одного ездока. Нарты также применялись на охоте, когда нужно было догнать быстрого зверя: оленя, барана, росомаху. С этой функцией связано и использование нарт в военном деле, а также на войне. Для быстрых набегов использовали гоночные нарты, которые развивали скорость на гонках 35 км/ч. Так, в 1731 году чукчи дважды неожиданно нападали на нартах на походную колонну капитана Д. И. Павлуцкого. Цель этого нападения, вероятно, состояла в том, чтобы сначала обстрелять врага с нарт на ходу, а затем уже спешиться для боя. При этом обычно сани оставляли у себя в тылу, чтобы при необходимости тут же можно было на них ретироваться. Согласно преданию села Марково о гибели того же Павлуцкого, русские собрались на Майорской сопке, а чукчи, подъезжая на нартах, обстреливали противника издали и всех перебили (по информации артиста В. П. Кевкея, Анадырь, сентябрь 2013 года). Таким образом, нарты использовались как мобильная платформа для стрельбы из лука. В общем же с нарт могли стрелять из лука и бросать копьё. Примечательно, что если один олень упряжки был поражён, то ездок, как герои «Илиады» Гомера, отрезал постромок и ехал дальше на оставшемся животном.
Русское население Сибири изобрело также зимнее передвижное жилище на оленьих нартах — «нартяный чум» (или балок). Он представляет собой лёгкое каркасное жилище, укреплённое на длинных широких полозьях, обтянутое шкурами и сверху парусиной, с окнами и железной печкой.

## Описание
Санки (нарты) для езды и перевозки клади на собаках и на оленях бывают, как правило, следующими:
- на собаках — длиною до шести аршин, шириной около полуаршина[1];
- на оленях — короче и шире[1]. Нарты, возимые собаками, длиннее возимых оленями, но при этом ниже[3].

Обычно на полозьях длиной не более 2,5 метра, высотой — около одного метра.
Нарта зверолова — ручные салазки, чунки: полозки, по 4 копыла, черемуховые вязки, на них постельник, дощечка; сверх его нащепье по копылам, вдоль, и всё это на ремешках, без гвоздя.

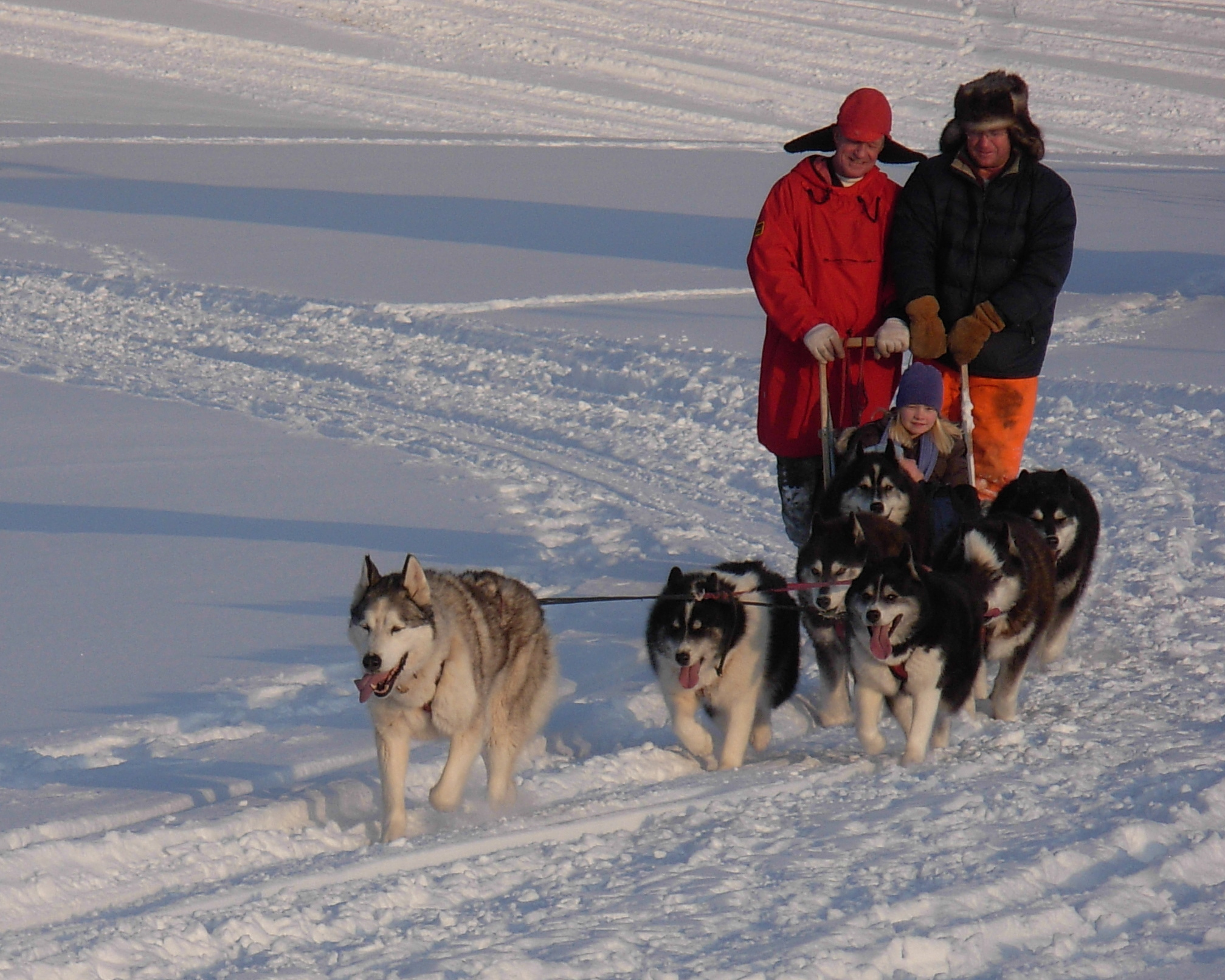
Собачья упряжка, тянущая нарту
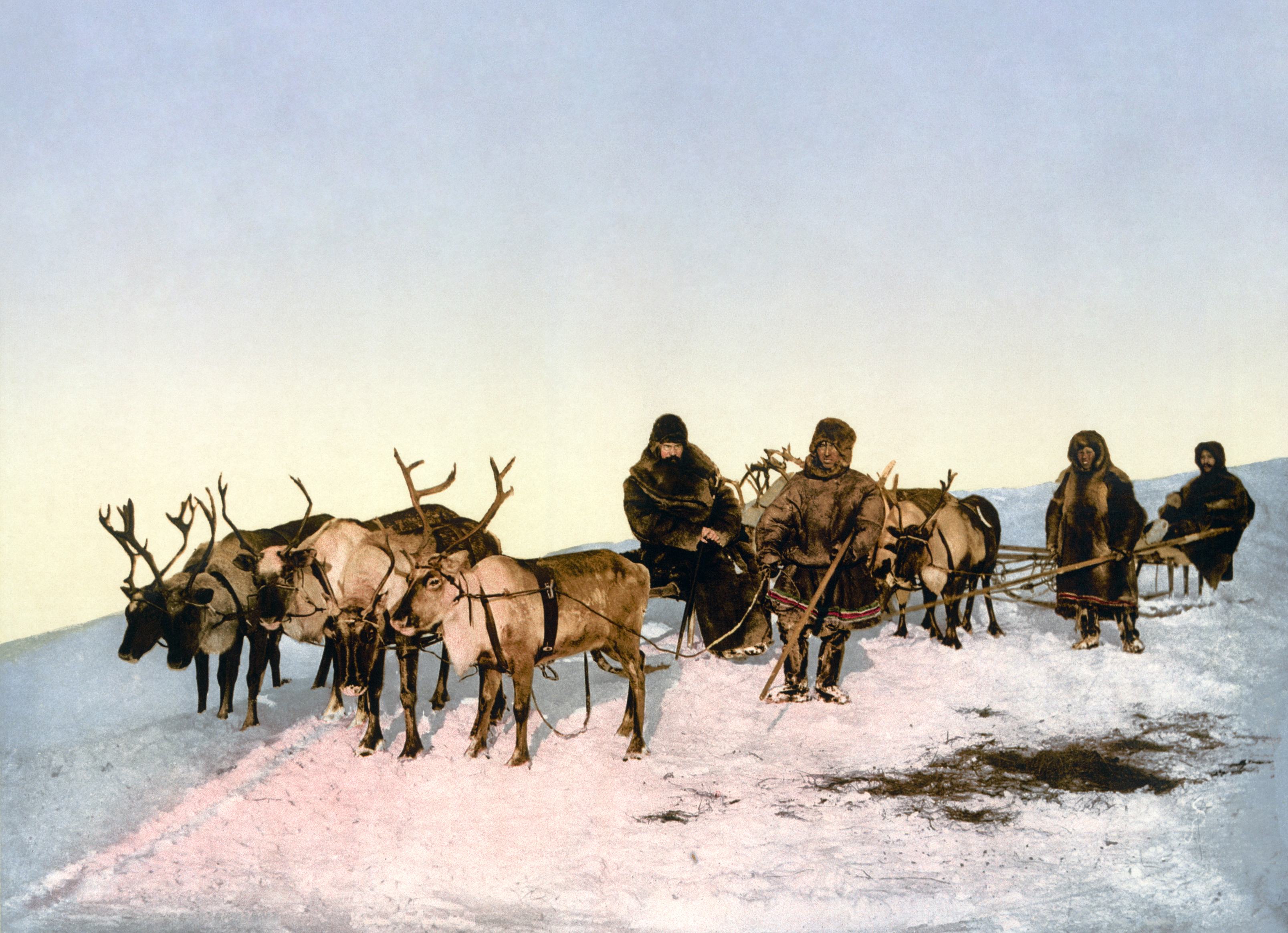
Оленьи упряжки и нарты (снимок 1890—1900-х годов)
Собачья упряжка на Байкале
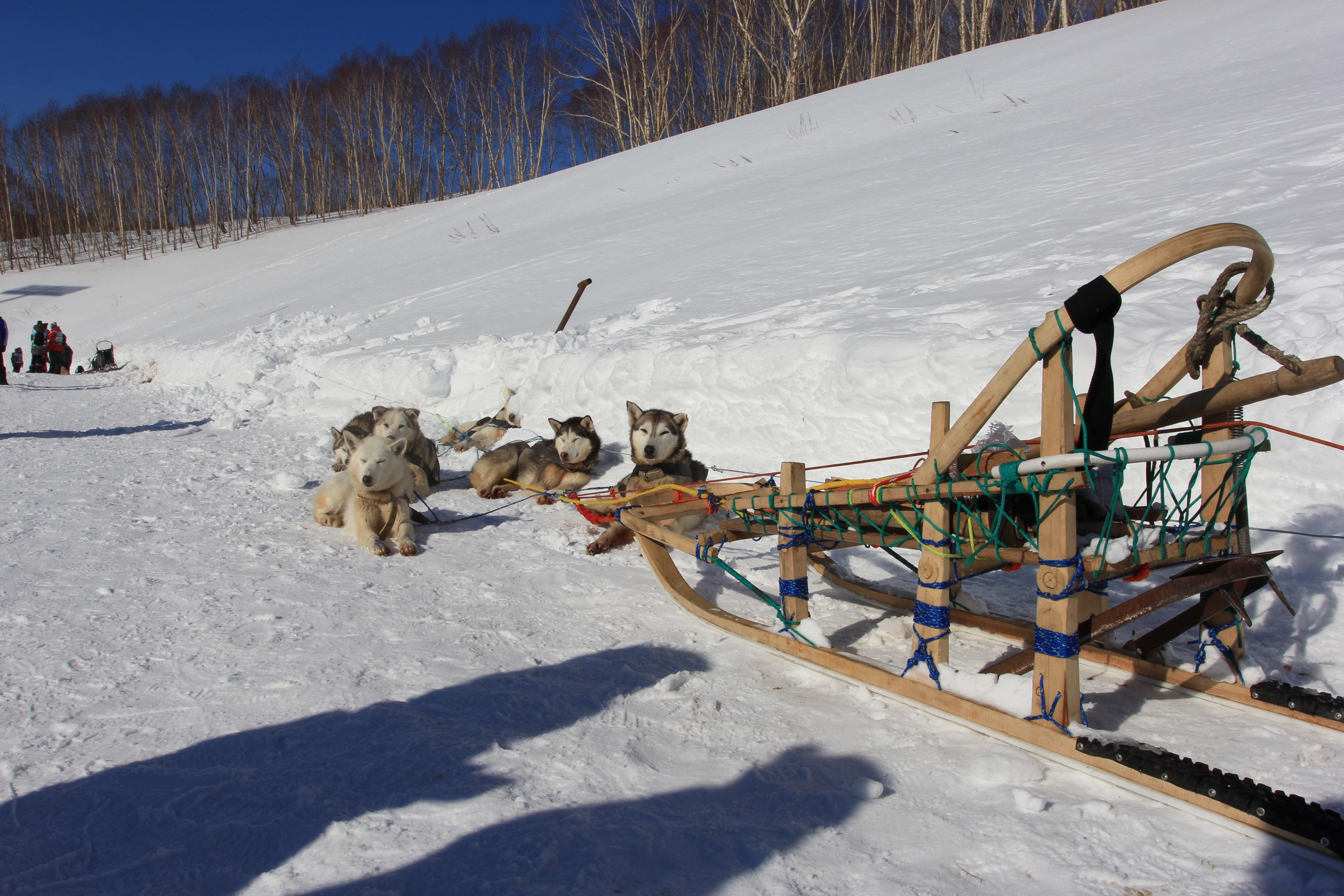
Нарта с запряжённой в неё собаками
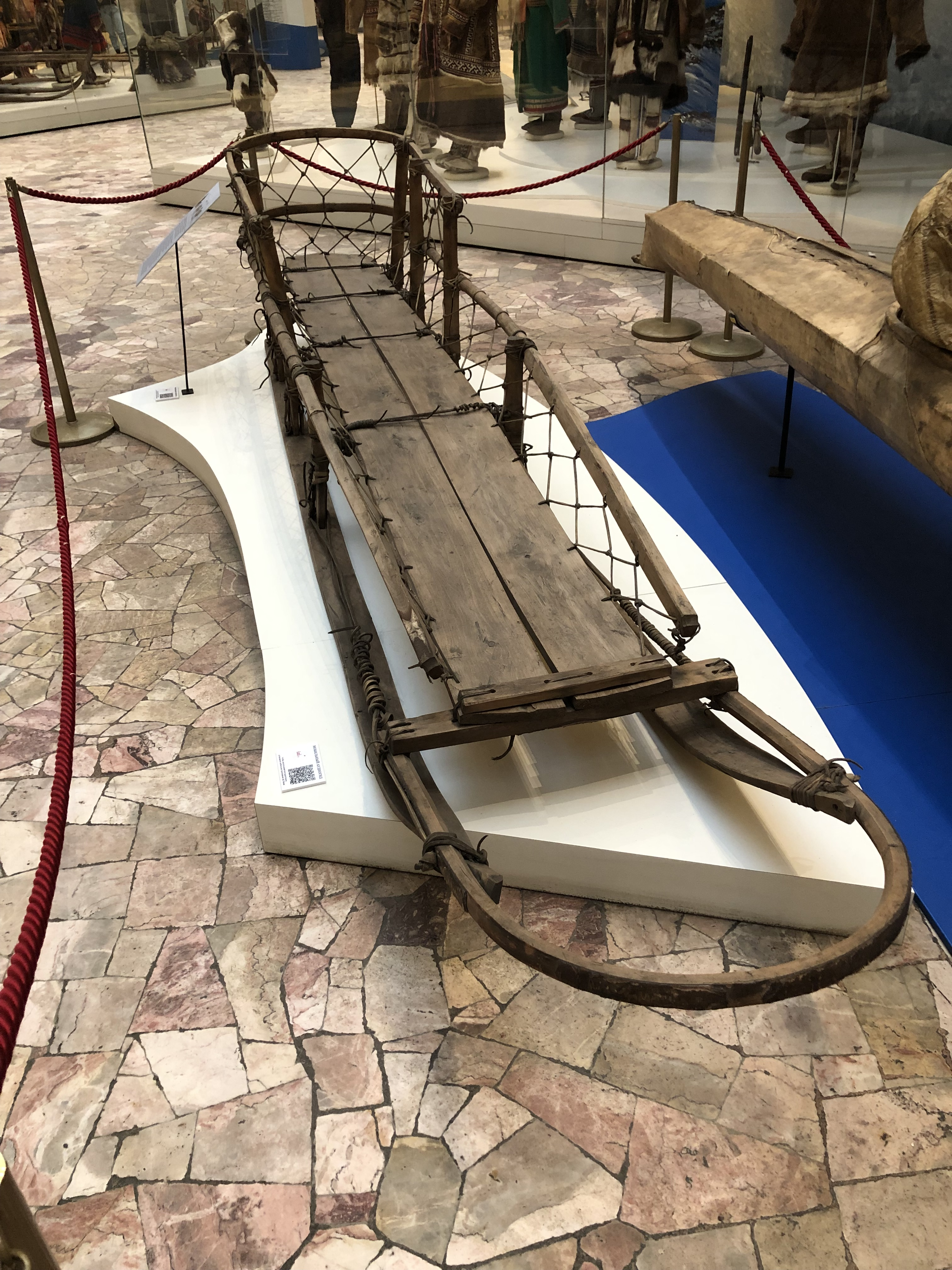
Чукотская нарта, из собрания Российского этнографического музея (Санкт-Петербург)